# Anton Heinrich Fassl
Anton Heinrich Hermann Fassl, född  1876 i Chomutov, Österrike-Ungern (nuvarande Tjeckien), död 1922 i Manaus, Brasilien, var en tysk entomolog.